# Макдональд, Грегори
Гре́гори Макдо́нальд (англ. Gregory Mcdonald; 15 февраля 1937 — 7 сентября 2008) — американский журналист и писатель. Известность получил за серию романов о журналисте Ирвине Морисе Флетчере по прозвищу «Флетч». В последующей экранизации его сыграл Чеви Чейз. Книжная серия про Флетча из 9 книг породила последующий цикл книг про «Флинна», а также про сына Флетча.

## Биография
Макдональд родился в Шрусбери, штат Массачусетс. Получил образование в Гарварде, а также работал в качестве учителя, прежде чем стать журналистом Boston Globe в конце 1960-х. Наконец, он оставил свою работу в газете, чтобы полностью посвятить себя писательству. В середине 1980-х он переехал в штат Теннесси, купив здесь довоенную ферму. Помимо написания романов, Макдональд также участвовал в местной политической жизни.
Две книги про Флетча завоевали американскую писательскую премию Эдгара Аллана По: роман «Флетч» (Fletch) был назван лучшим первым романом американского писателя 1975 года, а «Признайтесь, Флетч» (Confess, Fletch) стал лучшей книгой в мягкой обложке за 1977 год. Это был единственный раз, когда роман и его продолжение друг за другом завоевали данную награду.
В книге «Признайтесь, Флетч!» автор ввёл ещё одного персонажа, инспектора Франциска Ксаверия Флинна, блестящего, но эксцентричного полицейского детектива. Флинн станет главным героем отдельной серии романов.
В романе «Сын Флетча» (1993) Макдональд представил ещё одного нового героя — Джека Фаони, который назван незаконнорождённым сыном Ирвина Мориса Флетчера.
Грегори Макдональд также написал два романа в серии «Скайлар», а также ряд романов вне серий.
Писатель умер в округе Джайлс (штат Теннесси) в 2008 году.

### Флетч
1. Fletch won (1985) — Первое дело Флетча [Другое название: Слепая смерть]
2. Fletch, too (1986) — Ещё Флетч? [Другое название: Покойник из Найроби]
3. Fletch and the widow Bradley (1981) — Флетч и вдова Бредли
4. Fletch (1974) — Флетч. Экранизация 1985 года с Чеви Чейзом в роли Флетча (также существует сиквел "Флетч жив" 1989 года, снятый по оригинальному сценарию).
5. Carioca Fletch (1984) — Карнавал Флетча
6. Confess, Fletch! (1976) — Сознавайтесь, Флетч! Экранизирован с тем же названием в 2022 году с Джоном Хэммом.
7. Fletch’s fortune (1978) — Жребий Флетча
8. Fletch’s Moxie (1982) — Флетч и Мокси
9. Fletch and the man who (1983) — Выбор Флетча
10. Son of Fletch (1993) — Сын Флетча
11. Fletch reflected (1994) — Флетч в зазеркалье

### Сын Флетча
1. Son of Fletch (1993) — Сын Флетча
2. Fletch reflected (1994) — Флетч в зазеркалье

### Флинн
1. Confess, Fletch! (1976) — Сознавайтесь, Флетч!
2. Flynn (1977) — Флинн
3. The buck passes Flynn (1981) — Флинн в пролёте
4. Flynn’s in (1984) — Флинн при исполнении
5. Flynn’s world (1999) — Мир Флинна

### Скайлар
1. Skylar (1995) — Скайлар
2. Skylar in Yankeeland (1997) — Скайлар в Янкиленде

### Вне серий
- 1964 — Running scared — Бегущий без оглядки. Экранизирован под одноимённым названием в 1972 году с Робертом Пауэллом и Гейл Ханникат.
- 1978 — Love among the mashed potatoes (apa Dear M.E.) — Любовь посреди картофельного поля
- 1978 — Who took Toby Rinaldi? — Кто взял Тоби Ринальди? (название в США) / Snatched — Схваченный (название в Великобритании)
- 1985 — Safekeeping — Сохранение
- 1987 — A world too wide — Мир огромен
- 1988 — Exits and entrances — Выходы и входы
- 1988 — Merely players — Всего лишь актёры
- 1991 — The Brave — Смельчак. Экранизирован — фильм "Храбрец" 1997 года с Джонни Деппом в главной роли.
- Wise saws (не опубликовано)